# Prekopakra
Prekopakra falu Horvátországban Pozsega-Szlavónia megyében. Közigazgatásilag Pakráchoz tartozik.

## Fekvése
Pozsegától légvonalban 40, közúton 51 km-re, községközpontjától légvonalban és közúton 1 km-re nyugatra, Nyugat-Szlavóniában, a Pakra nyugati partján fekszik.

## Története
Az emberi élet legrégibb nyomai a Matkovac településrészhez tartozó Zidnicán kerültek elő. Ezek a leletek még a történelem előtti időből származnak. Találtak itt leleteket az avar uralom idejéből, de a török korból is. A Pakurnovac forrás felett török torony maradványai kerültek elő. A mai települést a török kiűzése után telepítették Pakráccal szemben a Pakra folyó túlsó partján Boszniából érkezett katolikus vallású sokácokkal. 1733-ból származó mai neve is „Pakrán túl” jelentésű, mivel első házai Pakrácról nézve a folyón túl épültek. Az első katonai felmérés térképén „Dorf Preko Pakra” néven találjuk. Lipszky János 1808-ban Budán kiadott repertóriumában „Prekopakra” néven szerepel. Nagy Lajos 1829-ben kiadott művében „Prikopakra” néven összesen 46 házzal, 318 katolikus vallású lakossal találjuk.
A településnek 1857-ben 350, 1910-ben 873 lakosa volt. 1910-ben a népszámlálás adatai szerint lakosságának 85%-a horvát, 12%-a cseh anyanyelvű volt. Pozsega vármegye Pakráci járásának része volt. Az első világháború után 1918-ban az új szerb-horvát-szlovén állam, majd később (1929-ben) Jugoszlávia része lett. A település 1949-ben kapott elektromos áramot. Az utakat 1979-ben aszfaltozták, a csatornahálózat 1984-ben készült el. 1985-ben helyezték üzembe az első nyilvános telefont. 1991-ben lakosságának 69%-a horvát, 13%-a szerb, 9%-a cseh nemzetiségű volt. 2011-ben 1066 lakosa volt.

## Lakossága
| Lakosság változása | Lakosság változása | Lakosság változása | Lakosság változása | Lakosság változása | Lakosság változása | Lakosság változása | Lakosság változása | Lakosság változása | Lakosság változása | Lakosság változása | Lakosság változása | Lakosság változása | Lakosság változása | Lakosság változása | Lakosság változása |
| ------------------ | ------------------ | ------------------ | ------------------ | ------------------ | ------------------ | ------------------ | ------------------ | ------------------ | ------------------ | ------------------ | ------------------ | ------------------ | ------------------ | ------------------ | ------------------ |
| 1857               | 1869               | 1880               | 1890               | 1900               | 1910               | 1921               | 1931               | 1948               | 1953               | 1961               | 1971               | 1981               | 1991               | 2001               | 2011               |
| 358                | 423                | 493                | 746                | 863                | 1.123              | 1.070              | 1.173              | 944                | 1.027              | 1.135              | 1.324              | 1.301              | 1.347              | 1.127              | 1.066              |

## Kultúra
A település kulturális és művészeti egyesülete a KUD "Seljačka sloga" Prekopakra. Az egyesületet 1929-ben alapították és működése csak a háborúk idején szünetelt. Ma több, mint 350 tagot számlál.

## Oktatás
A településen a „Braće Radić” Pakrac elemi iskola területi iskolája működik.

## Sport
Az NK Slavonija Prekopakra labdarúgóklubot 1975-ben alapították.

## Egyesületek
Prekopakrán ma is jelentős cseh nemzetiségi kisebbség él, akiknek többsége tagja a „Češka beseda” egyesületnek. Az 1907. február 13-án alapított egyesület az egyik legrégibb nemzetiségi szervezet ezen a vidéken. A Cseh házat 1931-ben építették fel.